# Ricky Dandel
Ricky Dandel (n. 30 septembrie 1952, Sibiu) este un solist vocal, compozitor, textier, prezentator, moderator și show-man.

## Date biografice
A urmat Școala de Muzică din Sibiu. 

În anul 1975 a absolvit Facultatea de Litere și Istorie din Sibiu, secția engleză-germană. Este absolvent al Academiei de Comerț, secția marketing.
În 1967 înființează la Sibiu trupa beat-rock Solaris cu care face mai multe turnee în Transilvania.
Cu această trupă debutează la televiziune.
În 1971, casa de discuri Electrecord îi editează primul maxi-single și un an mai tîrziu pe următorul album, ambele cu compoziții proprii. 

Piesa Eram copii care îi aparține câștigă concursul Tele-top.

În anii 1974 și 1976 participă la Festivalul Internațional de Jazz de la Sibiu cu recitaluri în compania formației Erik Manyak.
În 1988, la concursul Melodii 88 obține o mențiune pentru piesa Cu tine.

Este în acleași timp profesor de engleză la liceul Brukenthal din Sibiu.
Efectuează numeroase turnee în Germania și Rusia.
În 1980 participă la festivalul Kollobrezec din Polonia și un an mai târziu la Intertalent – Praga în compania formației Ricchi e Poveri și a big-bandului Gustav Brom.

În 1982 obține un premiu de creație la Cavan International Song Contest din Irlanda și revine pe scena festivalului în 1990.
În 1989 se stabilește în Germania.
Din 1996 este profesor de engleză și germană la München iar din 1998 este artist liber profesionist (docent liber-profesionist pentru marketing, retorică și Business English).

Este deținătorul titlului academic MA (Magister Artium) pentru limba engleză al Ministerului de Cultură și Învățământ din Bavaria, Germania. În 2005 susține examenul de doctorat la Universitatea Lucian Blaga din Sibiu și obține titlul academic de Doctor în filologie (magna cum laude) la Catedra de Studii Britanice si Americane.
În 1990 Ricky Dandel devine membru al Uniunii Compozitorilor din Germania și membru GEMA, în calitate de compozitor și textier. 

În 1991 semnează un contract cu casa de discuri BMG-Ariola pentru un disc single.
Este perioada în care artistul se clasează pe locul al III-lea în clasamentele Media Control la concurență cu cei mai difuzați artiști de pe teritoriul Germaniei.

În anul 1993 devine membru al International Federation of Festival Organizations (FIDOF) iar în anul 1999 al Founders’ Board of Directors for International Children’s Festivals”
În 1994 înființează un label de discuri și editura „Rick’s Music”. Își prezintă producțiile la Midem (Cannes, Franța) împreună cu fiul său Elvin.

Susține recital la festivalul internațional „Cerbul de aur” în deschiderea concertelor Sister Sledge din 1992 și Jerry Lee Lewis din 1994.

În 1992-1994, 1996, 2001 este prezentator la cinci ediții ale festivalului de la Brașov.
În 1993 este președintele juriului internațional al Festivalului de la Vilnius, Lituania unde susține și un recital.

În 1994 prezintă împreună cu Toto Cutugno și are recital la Festivalul Internațional „Orfeul de Aur” din Bulgaria. 

În 1995 este moderator la „International Pamukkale Music &Culture Festival” din Turcia
În 2000 este gazdă și prezentator la Festivalul Callatis de la Mangalia avându-l ca invitat pe Chris Norman. <br<
În 2002 este moderator al Festivalului Internațional „The Golden Magnolia” din Baton Rouge, Louisiana SUA. 

Distincții obține la International Song Contest Cairo, Egipt, 1995, la Vilnius și Nida-Lituania, 1996, la Pamukkale, Turcia, 1996, Benelux International Song &Culture Festival 1988, Malta, 1999 pentru compoziție. 

În 1999 discul single „Du  bist mein Licht”, creație proprie deține patru săptămâni locul I în topul Bavariei la „Deutsch Schlagerparade” difuzat pe postul de radio  Bayern 1. 

În 2002, septembrie CDul „Mein Truck fahrt immer weiter/ This Good Old Truck” ajunge pe locul I în același context. 

În 2002 înregistrează un CD cu celebre hituri country și country-rock, reorchestrate, în duet, cu superstaruri ale genului: Percy Sledge, Wanda Jackson, Aaron Neville, Freddy Fender, etc. 

În 2002 și 2003 semnează alături de fiul său majoritatea pieselor muzicale din filmul artistic „Deadline-Das Musikill”.

## Mărturisiri la aniversare

### Ricky Dandel despre cele două mari pasiuni din viața lui: fiul și muzica
"Fiecare an pentru mine este încărcat cu multe surprize. Trecerea timpului nu mă sperie, fiindcă o dată cu fiecare an acumulez experiență, se întamplă lucruri interesante în viața mea și vin noi împliniri, dar și noi obstacole pe care trebuie să le trec. Asta e o încercare care mie îmi face o plăcere deosebită. Astăzi o să sărbătorim aici, în Germania, mai întâi în familie, apoi o să chefuim cu un grup restrâns de prieteni. În 1995, am fost împreună cu fiul meu, Elvin, la Festivalul Internațional de la Cairo și acolo el a cântat piese pe care eu le-am scris, am avut o orchestră mare, simfonică, un spectacol într-adevăr feeric. Seara, după ce totul se terminase, Elvin câștigase premiul, eram cu toții foarte fericiți. La un moment dat, pe la ora 23:00, absolut întâmplător, cineva aduce vorba și pomenește data: 30 septembrie. Pur și simplu, în toată nebunia aceea, chiar uitasem de ziua mea de naștere, nu mi s-a mai întâmplat niciodată. Când am realizat, am comandat sticle de șampanie și ne-am încins la un mare și frumos chef. Pentru mine meseria este mai importantă de multe ori decât viața particulară. Fără să mă gândesc foarte mult, cea mai mare satisfacție a vieții mele este fiul meu, care are 23 de ani. Și el este cântăreț, compozitor, actor și un pianist foarte, foarte bun. Atunci când eu cânt, nu am vârstă, ma simt exact ca la 15 ani, e un elixir, cred că nici un drog nu și-ar face efectul mai tare asupra mea așa cum acționează muzica. Îmi dă niște trăiri deosebite și oamenii simt acest lucru, publicul nu poate fi înșelat cu povești, ei simt foarte clar dacă tu ești sincer sau nu."

### Bunica mi-a luat prima chitară
Cred că asta a și fost secretul longevității mele artistice. Am debutat la 14 ani la televiziune și uite că au trecut niște ani și simt ecoul care vine din sală, de la oameni, cu aceeași prospețime. La 14 ani mi-am luat cortul în spinare și m-am dus la București. Mi-am zis că vreau să devin cântăreț. Nu am dat foarte tare din coate, oamenii m-au căutat, compozitorii mi-au dat piese... Bunica mea mi-a cumpărat prima chitară, a fost practic sponsorul meu muzical la vârsta de 14 ani. Totodată mi-a dat un sfat foarte bun, a zis: «ocupă-te, cântă, e minunat, foarte bine, dar fă-ți și o meserie serioasă!». Am urmat Facultatea de Litere, am absolvit-o și am fost în paralel și profesor, ceea ce fac și în prezent în Germania. Sunt muzician și profesor, iar în acest an o să-mi susțin examenul de doctorat în literatura americană."

## Discografie
- 1983: Yes this is me
- 1988: Cu tine
- 1998: The best of Ricky Dandel
- 2000: Mein Truck fährt immer weiter/ This is good ol’truck
- 2002 Country rock hits